# Walter Armanini
Walter Armanini (Milano, 26 febbraio 1937 – Orvieto, 12 agosto 1999) è stato un politico italiano, esponente milanese del Partito Socialista Italiano.

## Biografia
Laureato in Economia a Venezia, era stato assistente universitario alla Bocconi e consigliere d'amministrazione di varie aziende. Dottore commercialista iscritto all'albo ufficiale dei revisori dei conti, cominciò l'attività politica nel 1960 iscrivendosi al PSDI; nel 1975 fondò con Paolo Pillitteri il MUIS, che nel 1976 confluì nel PSI. Fu eletto consigliere comunale dal 1970 al 1992, dal 1975 al 1980 fu assessore ai Tributi, poi nel 1986 assessore all'Educazione e dal 1988 al 1990 assessore allo Stato Civile. Ebbe anche l'incarico di assessore alla Protezione Civile e successivamente all'Edilizia Cimiteriale.
Il 17 febbraio 1992 l'arresto di Mario Chiesa segnò l'inizio di una delle inchieste più famose del dopoguerra italiano: Mani Pulite. Il 19 maggio 1992 Armanini fu il 31º arrestato nell'ambito della stessa inchiesta: l'accusa che gli fu contestata era concussione e violazione della legge sul finanziamento dei partiti, per aver ricevuto una tangente di 302 milioni di lire da alcune imprese che dovevano effettuare dei lavori al verde e agli obitori di Milano. Alla fine dell'anno Armanini accettò di essere il primo processato dell'inchiesta e l'8 febbraio del 1993 fu condannato a 4 anni e 6 mesi; l'8 ottobre 1993, nel processo di Appello, la pena fu portata a 5 anni e 7 mesi e la stessa condanna fu poi confermata dalla Corte di Cassazione il 17 ottobre 1994.
Dopo 4 mesi di latitanza in Brasile, il 29 gennaio 1995 si presentò spontaneamente al carcere di Orvieto, scegliendo così di stare lontano da Milano, la città che lo aveva visto per molti anni come un potente uomo politico del PSI di Bettino Craxi e dal carcere milanese di San Vittore. Nel 1996 era stato ammesso al regime di semilibertà, che gli permetteva di lavorare di giorno come contabile nel negozio d'antiquariato "Evo Decor" e di tornare poi in cella ogni notte. Il 6 ottobre 1997 fu ricoverato d'urgenza per una crisi e successivamente operato all'ospedale "Carlo Besta" di Milano. Il 18 ottobre il Tribunale di sorveglianza gli concesse il rinvio della pena per "gravissimi motivi di salute"; pena che poi è rimasta sospesa fino alla sua morte .
Fu il primo degli imputati di Mani pulite a finire in carcere con una sentenza definitiva. Pur non avendo negato né al processo, né in alcune interviste di aver ricevuto i soldi, Armanini ha sempre sostenuto che si trattasse di uno dei tanti contributi elettorali al Partito Socialista, versato volontariamente e senza costrizioni dai tre imprenditori, rigettando così l'accusa di concussione. D'altra parte, la sua condanna per finanziamento illecito al partito confermava come personalmente non avesse intascato denaro.
Durante la carcerazione Armanini chiese la grazia all'allora Presidente della Repubblica Oscar Luigi Scalfaro, dichiarandosi "capro espiatorio di Tangentopoli". Chiese la cancellazione del reato di concussione contestatogli, accusa che secondo lui era servita ad assicurare l'impunità degli imprenditori collusi e denunciò una disparità di trattamento tra gli imputati della stessa inchiesta. 
In quegli anni si parlò di Armanini anche per la relazione che ebbe con la modella e attrice statunitense Demetra Hampton, resa popolare in Italia dal personaggio di Valentina di Guido Crepax.